# Championnats d'Europe de cyclo-cross juniors féminin
Le championnat d'Europe de cyclo-cross juniors féminin est le championnat d'Europe de cyclo-cross organisé annuellement par l'Union européenne de cyclisme pour les cyclistes féminines juniors âgées de moins de 19 ans. Le championnat organisé depuis 2019, a lieu dans le cadre des championnats d'Europe de cyclo-cross. En raison de la pandémie de Covid-19, les épreuves juniors ne sont pas organisées en 2020.

## Palmarès
| Année | Or                | Argent           | Bronze              |
| ----- | ----------------- | ---------------- | ------------------- |
| 2019  | Puck Pieterse     | Olivia Onesti    | Shirin van Anrooij  |
| 2020  | non-organisé      | non-organisé     | non-organisé        |
| 2021  | Zoe Bäckstedt     | Leonie Bentveld  | Nienke Vinke        |
| 2022  | Lauren Molengraaf | Valentina Corvi  | Xaydée Van Sinaey   |
| 2023  | Célia Gery        | Cat Ferguson     | Viktória Chladoňová |
| 2024  | Anja Grossmann    | Barbora Bukovská | Giorgia Pellizotti  |

## Tableau des médailles
| Pos.  | Pays            | Médaille d'or, Europe | Médaille d'argent, Europe | Médaille de bronze, Europe |    |
| ----- | --------------- | --------------------- | ------------------------- | -------------------------- | -- |
| 1     | Pays-Bas        | 2                     | 1                         | 2                          | 5  |
| 2     | France          | 1                     | 1                         | 0                          | 1  |
| 2     | Grande-Bretagne | 1                     | 1                         | 0                          | 1  |
| 4     | Suisse          | 1                     | 0                         | 0                          | 1  |
| 5     | Italie          | 0                     | 1                         | 1                          | 2  |
| 6     | Tchéquie        | 0                     | 1                         | 0                          | 1  |
| 7     | Belgique        | 0                     | 0                         | 1                          | 1  |
| 7     | Slovaquie       | 0                     | 0                         | 1                          | 1  |
| Total | Total           | 5                     | 5                         | 5                          | 15 |